# Die Zeittruppe
Die Zeittruppe (Originaltitel: Time Squad) ist eine US-amerikanische Zeichentrickserie, die zwischen 2001 und 2003 produziert wurde.

## Handlung
Officer Buck Tuddrussel und der vielsprachige und diplomatisch geschickte Roboter Larry 3000 machen sich auf den Weg auf die Erde der Vergangenheit. Sie sollen den Erfinder Eli Whitney aus dem Georgia des 18. Jahrhunderts aufsuchen. Allerdings sind die angesteuerten Raum- und Zeitkoordinaten falsch und so landen sie in einem Waisenhaus des 20. Jahrhunderts. Hier befreien sie den achtjährigen Otto Osworth aus den Händen einer strengen Ordensschwester und nehmen ihn in das Team auf. Otto hilft ihnen auf ihren Wegen und gemeinsam erleben sie viele Abenteuer auf den Reisen durch Raum und Zeit. Sie begegnen bekannten historischen Persönlichkeiten und versuchen dabei die Geschichte wieder zu korrigieren und Probleme zu lösen.

## Produktion und Veröffentlichung
Die Serie wurde zwischen 2001 und 2003 in Frankreich von den Cartoon Network Studios unter der Regie von David Wasson produziert und von Warner Bros. Television vertrieben. Dabei entstanden 2 Staffeln mit 26 Doppelfolgen.
Erstmals wurde die Serie am 6. Juni 2001 auf Cartoon Network ausgestrahlt. Die deutsche Erstausstrahlung erfolgte am 30. März 2007 auf der deutschsprachigen Version des Senders. Weitere deutschsprachige Ausstrahlungen erfolgten auf dem Fernsehsender Boomerang.

## Episodenliste

### Staffel 1
| Folge (gesamt) | Folge (Staffel) | deutscher Titel                                                                         | deutsche Erstausstrahlung | englischer Titel                                                                 | Originalausstrahlung |
| 1              | 01              | Eli Whitneys fleischfressender Fehler / Schau niemals einem trojanischen Pferd ins Maul | 03.03.2012                | Eli Whitney’s Flesh Eating Mistake / Never Look A Trojan Gift Horse In The Mouth | 08.06.2001           |
| 2              | 02              | Napoleon der Eroberte / Konfuzius sagt … viel zu viel                                   | 04.03.2012                | Napoleon The Conquered / Confucius Say..Way Too Much                             | 15.06.2001           |
| 3              | 03              | Dr. Freuds Tierleben / Der echt abgefahrene Da Vinci                                    | 09.03.2012                | The Island Of Doctor Freud / Daddio Da Vinci                                     | 22.06.2001           |
| 4              | 04              | Big Als Geheimnis / Larrys veraltete Erneuerung                                         | 15.02.2012                | Big Al’s Big Secret / Larry Upgrade                                              | 25.08.2001           |
| 5              | 05              | Der fiese Abe / Blackbird Weichei                                                       | 16.02.2012                | Dishonest Abe / Blackbeard,WarmHeart                                             | 06.07.2001           |
| 6              | 06              | Kaiser Protzmuskel / Versager in Strumpfhosen                                           | 17.02.2012                | To Hail With Caesar / Robin And Stealin With Mr. Hood                            | 29.06.2001           |
| 7              | 07              | Sturz-Flug / Komm zur Truppe / Die Sonne                                                | 20.02.2012                | If It’s Wright, It’s Wrong / Recruitment Ad / Killing Time                       | 20.07.2001           |
| 8              | 08              | Vom Flügel in den Ring / Tea-Time für die Zeittruppe                                    | 21.02.2012                | Ludwig Van Bone Crusher / Tea Time For Time Squad                                | 13.07.2001           |
| 9              | 09              | Raben Allan / Schluss mit Schüttelreimen                                                | 22.02.2012                | Every Poe Has A Silver Lining / Betsy Ross Flies Her Freak Flag                  | 21.09.2001           |
| 10             | 10              | Die nackten Kanoniere / Wunderwaffe Erdnussbutter                                       | 23.02.2012                | The Prime Minister Has No Clothes / Nutorious                                    | 28.09.2001           |
| 11             | 11              | Kubla Khan Nicht / Lewis und Clark und Larry                                            | 24.02.2012                | Kubla Khan’t / Lewis & Clark & Larry                                             | 26.10.2001           |
| 12             | 12              | Ivan der Schreckliche / Buffalo Bill im Glück                                           | 15.02.2012                | Ivan The Untrainable / Where The Buffalo Bill Roams                              | 02.11.2001           |
| 13             | 13              | Der Zauberer Houdini / Der Motivationstrainer                                           | 16.02.2012                | Houdini Whodunit?! / Feud For Thought                                            | 29.03.2002           |
| 14             | 14              | Earl of Sandwich / Cleopatras Einkaufszentrum                                           | 17.02.2012                | A Sandwich By Any Other Name / Shop Like An Egyptian                             | 01.02.2002           |
| 15             | 15              | Planet der Fliegen / Ein Häuptling auf Abwegen                                          | 20.02.2012                | Planet Of The Flies / Keeping It Real With Sitting Bull                          | 01.03.2002           |

### Staffel 2
| Folge (gesamt) | Folge (Staffel) | deutscher Titel                                              | deutsche Erstausstrahlung | englischer Titel                                  | Originalausstrahlung |
| 16             | 01              | Attila und die faulen Hunnen / Raumschiffkoller              | 21.02.2012                | A Thrilla At Attila’s / Cabin Fever               | 05.04.2002           |
| 17             | 02              | Larry 100.000 Volt / Die Erkältung                           | 22.02.2012                | Pasteur’s Packs O’ Punch / Floundering Fathers    | 12.04.2002           |
| 18             | 03              | Al Capone und die Clowns / Der Streit                        | 23.02.2012                | The Clownfather / Hate And Let Hate               | 19.04.2002           |
| 19             | 04              | Liebe auf dem ersten Flug / Eine Fiesta mit Folgen           | 24.02.2012                | Love At First Flight / Forget The Alamo           | 07.06.2002           |
| 20             | 05              | Ein Pirat sieht grün / Vom Herrscher der komisch sein sollte | 27.02.2012                | Repeat Offender / Ladies And Gentlemen,Monty Zuma | 14.06.2002           |
| 21             | 06              | Geistloses Weißes Haus / Hass-Nobel-Preis                    | 28.02.2012                | Whitehouse Weirdness / Nobel Peace Surprise       | 08.11.2002           |
| 22             | 07              | Verpfuschter Urlaub / Shakespeares Kinderstücke              | 29.02.2012                | Out With The In Crowd / Child’s Play              | 14.03.2003           |
| 23             | 08              | Larrys Doppelgänger / Hilfe, die Zukunft kommt               | 18.02.2012                | Day Of The Larrys / Old Timers Squad              | 21.03.2003           |
| 24             | 09              | Billy das Kleinkind / Washington und die Paparazzi           | 19.02.2012                | Billy The Baby / Father Figure Of Our Country     | 28.03.2003           |
| 25             | 10              | Liebe geht auf die Nerven / Das Schreckenspferd              | 25.02.2012                | Ex Marks The Spot / Horse Of Horrors              | 04.04.2003           |
| 26             | 11              | Der blumige General / Ein Genie ist wie das Andere           | 26.02.2012                | Floral Patton / Orphan Substitute                 | 26.11.2003           |